# عباسة بنت المهدي
العَبَّاسَة أو عَبَّاسة بَنتُ مُحَمَّد اَلْمَهْديّ (765 - 807/804) هي أميرة عَبَّاسيَّة، ابنة الخليفة أَبوُ عَبدِ اِلله اَلمَهْديّ وأُخت الخُلُفاء موسى الهادي وهارون الرشيد.

## سيرة شخصية
عَبَّاسة تَكون ابنة الخليفة العباسي الثالث أبو عبد الله المهدي ومُحظية اسمُها رَحيم
وُلدت في عهد خِلافة جِدِّها أَبوُ جَعْفَر اَلمَنصُور في حوالي العام 765، وقد أصبح والدها اَلمهْديّ خليفة عام 775، وعندما كانت عباسة صغيرة رتب والدها زواجها من أحد الأُمراء في البيت العباسي.
فتزوجت محمد بن سليمان بن عَلي العبَّاسي وهو أميراً بارزاً في الأُسرة اَلعَبَّاسيَّة حيث كان والياً على الكوفة والبصرة لفترة طويلة. لكن زوجها توفي في منتصف نوفمبر 789  وأصبحت عباسة أرملة ولم تُنجِب.
تزوجت بعد فَترة من أمير عَبَّاسيّ في عهد شقيقها هارون الرشيد، حيث كان زواجها الثاني من الأمير إبراهيم بن صالح اَلعَبَّاسيّ وهو أمير بارز من الأسرة العباسية كما كان والياً على مصر والشَّام في أحد الفترات توفي إبراهيم عام 792 بعد وقت قصير من تعيينه والياً لمصر للمرة الثانية.
بعد وفاة زوجها الثاني، أمضت عَبَّاسة بقية حياتها أرملة في قصر أخيها الخَليفة هارون الرَّشيد، وقد توفَّت في عقد 800.

## إخوة
كانت عباسة لها صِلات بالبيت العباسي بالولادة وعن طريق الزواج مثلها مثل جميع الأميرات العباسيات الأخريات وقد كانت معاصرة بالعديد من الخلفاء والأمراء والأميرات العباسيين.
| لا. | العباسيون           | علاقة         |
| --- | ------------------- | ------------- |
| 1   | موسى الهادي         | أخ غير شقيق   |
| 2   | هارون الرشيد        | أخ غير شقيق   |
| 3   | عبيد الله بن المهدي | أخ غير شقيق   |
| 4   | علي بن المهدي       | أخ غير شقيق   |
| 5   | منصور بن المهدي     | أخ غير شقيق   |
| 6   | علية بنت المهدي     | أخت غير شقيقة |
| 7   | عبدالله بن المهدي   | أخ غير شقيق   |
| 8   | ابراهيم بن المهدي   | أخ غير شقيق   |
| 9   | البانوكة بنت المهدي | أخت غير شقيقة |
| 10  | عيسى بن المهدي      | أخ غير شقيق   |

## شائعات
هناك العديد من الخرافات والأساطير حول عَبَّاسة مثل أنها تزوجت جَعفر بن يحيى البَرمكي بسبب اهتمام الخليفة الرشيد بمُجالسة الإثنان والسَّماح باجتماعهم فكان الزَّواج هو الحلّ الأمثل بشرط عدم رؤيتهما لبعض خارج مجلسِه وأن لا يتعدى الزواج الحديث والنَّظر حتى يحلّ له، وقد شاع أنهما التقيا سراً رغم ذلك وأنجبت طِفلان توأمان فلمَّا علم الرَّشيد قتل البرامكة واستحلّ أموالهم، وإن كان الأمر لم يثبت تاريخياً وأنها قد تكون أسطورة شائعة مشوِّهة للخليفة هارون الرشيد للنيل مِنه أو مُحاولة الطَّعن ببني هاشِم على خلفيَّة انتقامه من البرامِكة.